# Kunimitsu Takahashi
Pour les articles homonymes, voir Takahashi.
Kunimitsu Takahashi (高橋 国光, Takahashi Kunimitsu), né le 29 janvier 1940 à Koganei et mort le 16 mars 2022, est un pilote de Grand Prix moto et auto japonais.

## Biographie
Sa carrière sur deux roues s'étale de 1960 à 1964 en Grand Prix. Il est le premier Japonais à remporter une épreuve internationale (en Allemagne).
Celle sur quatre roues dure de 1965 à 1999, et il dispute les 24 Heures du Mans à huit reprises entre 1986 et 1996, étant introduit au Hall au Fame de la course en 2013, à 73 ans en tant que doyen des pilotes japonais ayant participé à l'épreuve mancelle à au moins trois reprises (pour les 90 ans des 24 Heures).
Il a également été Président de la GTA Association de 1993 à 2007, qui dirigea le championnat Super GT.

## Résultats en championnat du monde de Formule 1
| Saison | Écurie              | Châssis | Moteur      | Pneus  | GP disputés | Points inscrits | Classement |
| ------ | ------------------- | ------- | ----------- | ------ | ----------- | --------------- | ---------- |
| 1977   | Meritsu Racing Team | 007     | Cosworth V8 | Dunlop | 1           | 0               | n.c.       |

## Résultat en endurance

### Titres
- Quadruple Champion du Japon de Sport-Prototypes (sur Porsche): 1985 (avec Kenji Takahashi), 1986 (avec Takahashi), 1987 (avec l'anglais Kenny Acheson), et 1989 (avec le suédois Stanley Dickens)

### Victoires
- 1 000 kilomètres de Fuji: 1970 et 1986
- 1 000 kilomètres de Suzuka: 1973, 1984, 1985 et 1989 (il détient le record de quatre victoires)
- Vainqueur de catégorie GT2 aux 24 Heures du Mans 1995

## Autres victoires à Fuji
- 200 kilomètres: 1975
- 250 kilomètres: 1981
- 300 kilomètres: 1974, 1981
- 500 kilomètres: 1984, 1985, 1987
- 500 miles: 1985, 1987

## Autres victoires à Suzuka
- 500 kilomètres: 1986

## Victoires moto
- 125 cm3:
  - Grand Prix d'Ulster: 1961
  - Grand Prix d'Espagne: 1962
  - Grand Prix de France: 1962
- 250 cm3
  - Grand Prix d'Allemagne: 1961